# 1896 County Championship
Navigation
Édition précédente Édition suivante
Le 1896 County Championship fut le septième County Championship et se déroule du 4 mai au 31 août 1896.

## Tableau final
Un point a été accordé pour une victoire et un point a été enlevé pour chaque défaite, donc:
- 1 pour une victoire
- 0 pour un match nul
- -1 pour une défaite

| Equipe          | Pld | W  | T | L  | D | A | Pts | Fin | %Fin   |
| --------------- | --- | -- | - | -- | - | - | --- | --- | ------ |
| Yorkshire       | 26  | 16 | 0 | 3  | 7 | 0 | 13  | 19  | 68.42  |
| Lancashire      | 22  | 11 | 0 | 4  | 7 | 0 | 7   | 15  | 46.67  |
| Middlesex       | 16  | 8  | 0 | 3  | 5 | 0 | 5   | 11  | 45.45  |
| Surrey          | 26  | 17 | 0 | 7  | 2 | 0 | 10  | 24  | 41.67  |
| Essex           | 12  | 5  | 0 | 4  | 3 | 0 | 1   | 9   | 11.11  |
| Nottinghamshire | 16  | 5  | 0 | 5  | 6 | 0 | 0   | 10  | 0.00   |
| Derbyshire      | 16  | 4  | 0 | 6  | 6 | 0 | −2  | 10  | –20.00 |
| Hampshire       | 16  | 5  | 0 | 8  | 3 | 0 | −3  | 134 | –23.07 |
| Kent            | 18  | 5  | 0 | 9  | 4 | 0 | −4  | 14  | –28.57 |
| Gloucestershire | 18  | 5  | 0 | 10 | 3 | 0 | −5  | 15  | –33.33 |
| Somerset        | 16  | 3  | 0 | 7  | 6 | 0 | −4  | 10  | –40.00 |
| Warwickshire    | 18  | 3  | 0 | 8  | 7 | 0 | −5  | 11  | –45.45 |
| Leicestershire  | 14  | 2  | 0 | 8  | 4 | 0 | −6  | 10  | –60.00 |
| Sussex          | 18  | 2  | 0 | 9  | 7 | 0 | −7  | 11  | –63.64 |
| Source:         |     |    |   |    |   |   |     |     |        |

### Résumé statistique
| Most runs | Most runs | Most runs               | Most runs       |
| Aggregate | Average   | Joueur                  | Comté           |
| --------- | --------- | ----------------------- | --------------- |
| 1,698     | 58.55     | Kumar Shri Ranjitsinhji | Sussex          |
| 1,565     | 53.96     | W. G. Grace             | Gloucestershire |
| 1,556     | 45.76     | John Brown              | Yorkshire       |
| 1,520     | 42.22     | Bobby Abel              | Surrey          |
| 1,278     | 39.93     | Frank Sugg              | Lancashire      |
| Source:   |           |                         |                 |

| Most wickets | Most wickets | Most wickets     | Most wickets    |
| Aggregate    | Average      | Joueur           | Comté           |
| ------------ | ------------ | ---------------- | --------------- |
| 191          | 15.46        | Tom Richardson   | Surrey          |
| 130          | 17.20        | Arthur Mold      | Lancashire      |
| 122          | 19.77        | Johnny Briggs    | Lancashire      |
| 118          | 17.95        | Jack Hearne      | Middlesex       |
| 101          | 21.84        | Charlie Townsend | Gloucestershire |
| Source:      |              |                  |                 |